# Elini Dīmoutsos
Elini Dīmoutsos (in greco: Ελίνι Δημούτσος; Lushnjë, 18 agosto 1988) è un ex calciatore greco con cittadinanza albanese, di ruolo centrocampista.

## Biografia
Dimoutsos è nato a Lushnjë in Albania, ma è cresciuto in Grecia, dove si è trasferito con la famiglia fin da piccolo.

## Carriera

### Club
Ha giocato nella prima divisione greca ed in quella ceca.

### Nazionale
Anche se è nato in Albania, ha deciso di giocare per la nazionale greca, con la quale ha fatto il suo debutto nel 2012; in precedenza aveva giocato anche nelle nazionali giovanili greche Under-17 ed Under-19.

## Statistiche

### Presenze e reti nei club
Statistiche aggiornate al 21 dicembre 2014.
| Stagione             | Squadra              | Campionato           | Campionato | Campionato | Coppe nazionali | Coppe nazionali | Coppe nazionali | Coppe continentali | Coppe continentali | Coppe continentali | Altre coppe | Altre coppe | Altre coppe | Totale | Totale |
| Stagione             | Squadra              | Comp                 | Pres       | Reti       | Comp            | Pres            | Reti            | Comp               | Pres               | Reti               | Comp        | Pres        | Reti        | Pres   | Reti   |
| -------------------- | -------------------- | -------------------- | ---------- | ---------- | --------------- | --------------- | --------------- | ------------------ | ------------------ | ------------------ | ----------- | ----------- | ----------- | ------ | ------ |
| 2003-2004            | Ilisiakos            | GL                   | 2          | 0          | CG              | 0               | 0               | -                  | -                  | -                  | -           | -           | -           | 2      | 0      |
| 2004-2005            | Ilisiakos            | FL                   | 7          | 0          | CG              | 0               | 0               | -                  | -                  | -                  | -           | -           | -           | 7      | 0      |
| 2005-2006            | Ilisiakos            | FL                   | 6          | 0          | CG              | 0               | 0               | -                  | -                  | -                  | -           | -           | -           | 6      | 0      |
| Totale Ilisiakos     | Totale Ilisiakos     | Totale Ilisiakos     | 15         | 0          |                 | 0               | 0               |                    |                    |                    |             |             |             | 15     | 0      |
| 2006-2007            | Fostiras             | DL                   | ?          | ?          | CG              | 0               | 0               | -                  | -                  | -                  | -           | -           | -           | 0+     | 0+     |
| 2007-2008            | Panathīnaïkos        | SL                   | 13+4       | 0          | CG              | 0               | 0               | CU                 | 6                  | 0                  | -           | -           | -           | 23     | 0      |
| 2008-2009            | OFI Creta            | SL                   | 19         | 0          | CG              | 1               | 0               | -                  | -                  | -                  | -           | -           | -           | 20     | 0      |
| 2009-2010            | Panaitolikos         | FL                   | 16         | 1          | CG              | 0               | 0               | -                  | -                  | -                  | -           | -           | -           | 16     | 1      |
| 2010-gen. 2011       | Panathīnaïkos        | SL                   | 6          | 0          | CG              | 1               | 0               | UCL                | 1                  | 0                  | -           | -           | -           | 8      | 0      |
| Totale Panathinaikos | Totale Panathinaikos | Totale Panathinaikos | 19+4       | 0          |                 | 1               | 0               |                    | 7                  | 0                  |             |             |             | 31     | 0      |
| gen.-giu. 2011       | Mladá Boleslav       | GL                   | 12         | 0          | CC              | 5               | 1               | -                  | -                  | -                  | -           | -           | -           | 17     | 1      |
| 2011-2012            | Atromitos            | SL                   | 25+6       | 0          | CG              | 6               | 0               | -                  | -                  | -                  | -           | -           | -           | 37     | 0      |
| 2012-2013            | Atromitos            | SL                   | 28+4       | 1          | CG              | 1               | 0               | UEL                | 2                  | 0                  | -           | -           | -           | 35     | 1      |
| 2013-2014            | Atromitos            | SL                   | 30+6       | 2          | CG              | 5               | 0               | UEL                | 2                  | 0                  | -           | -           | -           | 43     | 2      |
| 2014-2015            | Atromitos            | SL                   | 12         | 0          | CG              | 1               | 0               | UEL                | 2                  | 0                  | -           | -           | -           | 15     | 0      |
| Totale Atromitos     | Totale Atromitos     | Totale Atromitos     | 95+16      | 3          |                 | 13              | 0               |                    | 6                  | 0                  |             |             |             | 130    | 3      |
| Totale carriera      | Totale carriera      | Totale carriera      | 176+20     | 4          |                 | 20              | 1               |                    | 13                 | 0                  |             |             |             | 229    | 5      |

### Cronologia presenze e reti in nazionale
| Cronologia completa delle presenze e delle reti in nazionale ― Grecia | Cronologia completa delle presenze e delle reti in nazionale ― Grecia | Cronologia completa delle presenze e delle reti in nazionale ― Grecia | Cronologia completa delle presenze e delle reti in nazionale ― Grecia | Cronologia completa delle presenze e delle reti in nazionale ― Grecia | Cronologia completa delle presenze e delle reti in nazionale ― Grecia | Cronologia completa delle presenze e delle reti in nazionale ― Grecia | Cronologia completa delle presenze e delle reti in nazionale ― Grecia |
| Data                                                                  | Città                                                                 | In casa                                                               | Risultato                                                             | Ospiti                                                                | Competizione                                                          | Reti                                                                  | Note                                                                  |
| --------------------------------------------------------------------- | --------------------------------------------------------------------- | --------------------------------------------------------------------- | --------------------------------------------------------------------- | --------------------------------------------------------------------- | --------------------------------------------------------------------- | --------------------------------------------------------------------- | --------------------------------------------------------------------- |
| 15-8-2012                                                             | Oslo                                                                  | Norvegia                                                              | 2 – 3                                                                 | Grecia                                                                | Amichevole                                                            | -                                                                     | 81’ 87’                                                               |
| Totale                                                                |                                                                       | Presenze                                                              | 1                                                                     |                                                                       | Reti                                                                  | 0                                                                     |                                                                       |

## Palmarès

### Club

#### Competizioni nazionali
- Coppa della Repubblica Ceca: 1

Mladá Boleslav: 2010-2011